# Alois Rechberger
Alois Rechberger (* 30. April 1935 in Hartberg; † 15. Juli 2009 in Bruck an der Mur) war österreichischer Politiker (SPÖ) und Schmied. Rechberger war von 1975 bis 1987 Abgeordneter zum österreichischen Nationalrat und Präsident der Kammer für Arbeiter und Angestellte in der Steiermark.
Rechberger wurde früh Waise und verbrachte seine Kindheit bei Pflegeeltern in Kapfenberg, zu denen er über die damalige Hilfsaktion der sozialdemokratischen Tageszeitung Neue Zeit gekommen war. Durch Zufall hießen auch seine Pflegeeltern Rechberger. Er besuchte die Pflichtschule und erlernte danach ab 1954 den Beruf des Schmieds bei den Boehler-Stahlwerken, wobei er bis 1966 als Freiform- und Streckstahlschmied in der Großschmiede Erlachhammer der Firma Böhler arbeitete.
Seine politische Karriere begann Rechberger 1965 als Bezirksobmann der Jungen Generation im Bezirk Bruck an der Mur. Er hatte verschiedene Funktionen innerhalb der SPÖ inne und war zwischen 1969 und 1979 Mitglied der Vollversammlung der Kammer für Arbeiter und Angestellte für die Steiermark. Er engagierte sich zudem in der Gewerkschaft Metall-Bergbau-Energie und war ab 1961 Abteilungsbetriebsrat, ab 1964 Bildungsreferent und ab 1968 Obmann des Arbeiterbetriebsrates. 1980 stieg er zum Zentralbetriebsratsobmann-Stellvertreter auf, 1985 übernahm er die Funktion des Zentralbetriebsrats- und Arbeiterbetriebsratsobmanns der Vereinigten Edelstahlwerke (VEW) im Mürztal selbst. Zudem war Rechberger vom 4. November 1975 bis zum 16. Dezember 1987 Abgeordneter der SPÖ im Nationalrat und danach vom 1. Oktober 1987 bis zum 20. Juni 1990 Präsident der Arbeiterkammer Steiermark.
Nachdem Rechberger einen Wahlkampf großzügig mit Mitteln der Arbeiterkammer unterstützt hatte, wurde er zu einer hohen Geld- sowie zu einer bedingten Haftstrafe verurteilt. Laut Gerichtsurteil setzte Rechberger während des Wahlkampfs 360.000 Schilling an Kammergeldern missbräuchlich ein, unter anderem finanzierte er mit dem Geld auch Zigarren. Auch durch seine Gagen als Multifunktionär wurde Rechberger bekannt, wobei Jörg Haider ihn immer wieder als „Paradebonze“ vorführte. Rechberger verlor den Kampf um seine Arbeiterkammer-Pension von 80.000 Schilling brutto monatlich und musste nach dem Prozess Privatkonkurs anmelden, da er die Prozesskosten nicht tragen konnte. Nachdem die SPÖ mit ihm gebrochen hatte, trat er bei der Gemeinderatswahl 1995 in Kapfenberg mit einer Namensliste an und eroberte auf Anhieb fünf Mandate, wobei ihm sein Ruf als Kämpfer für die Arbeiter und die Schwachen der Gesellschaft zugutekam. Rechberger wurde zum zweiten Vizebürgermeister der Stadt Kapfenberg angelobt, nach mehreren Schlaganfällen musste er sich jedoch aus der Politik verabschieden. Er verstarb 2009 im Landeskrankenhaus Bruck an der Mur.